# Zinie
Zinie è un dipinto di Guido Cadorin. Eseguito nel 1959, appartiene alle collezioni d'arte della Fondazione Cariplo.

## Descrizione
Questa natura morta, dalla gamma cromatica particolarmente vivace, rientra in un filone praticato da Cadorin fin dagli anni trenta. Il gusto prettamente decorativo è da imputare all'attività di affreschista dell'autore.

## Storia
Il dipinto, realizzato nel 1959, entrò nel 1965 a far parte del patrimonio dell'Istituto Bancario Italiano, dal quale confluì in quello della Fondazione Cariplo nel 1991.